# Елисеев, Андрей Владимирович
Андрей Владимирович Елисеев (6 мая 1964, Смоленск, РСФСР, СССР) — советский и российский футболист, вратарь.

## Биография
Воспитанник ДЮСШ Смоленск. Выступал на позиции вратаря в командах «Спартак» (Орёл), «Темп» (Орша), «Динамо-д» (Минск) и «Динамо» (Брест). На поле выходил редко, чаще оставаясь в запасе.
В 1988—1990 годах — основной вратарь «Балтики» (Калининград). В 1991 году перешёл в молдавский клуб «Тигина-Апоэль», с которым в 1992 году дебютировал в высшей лиге Молдавии. В том же году продолжил выступления в высшей лиге чемпионата Украины в составе николаевского «Эвиса». Первый матч: 30 марта 1992 года против симферопольской «Таврии».
Позже - тренер по подготовке вратарей в СШОР №5 (Смоленск).